# نیروگاه‌های واسکیلوتو

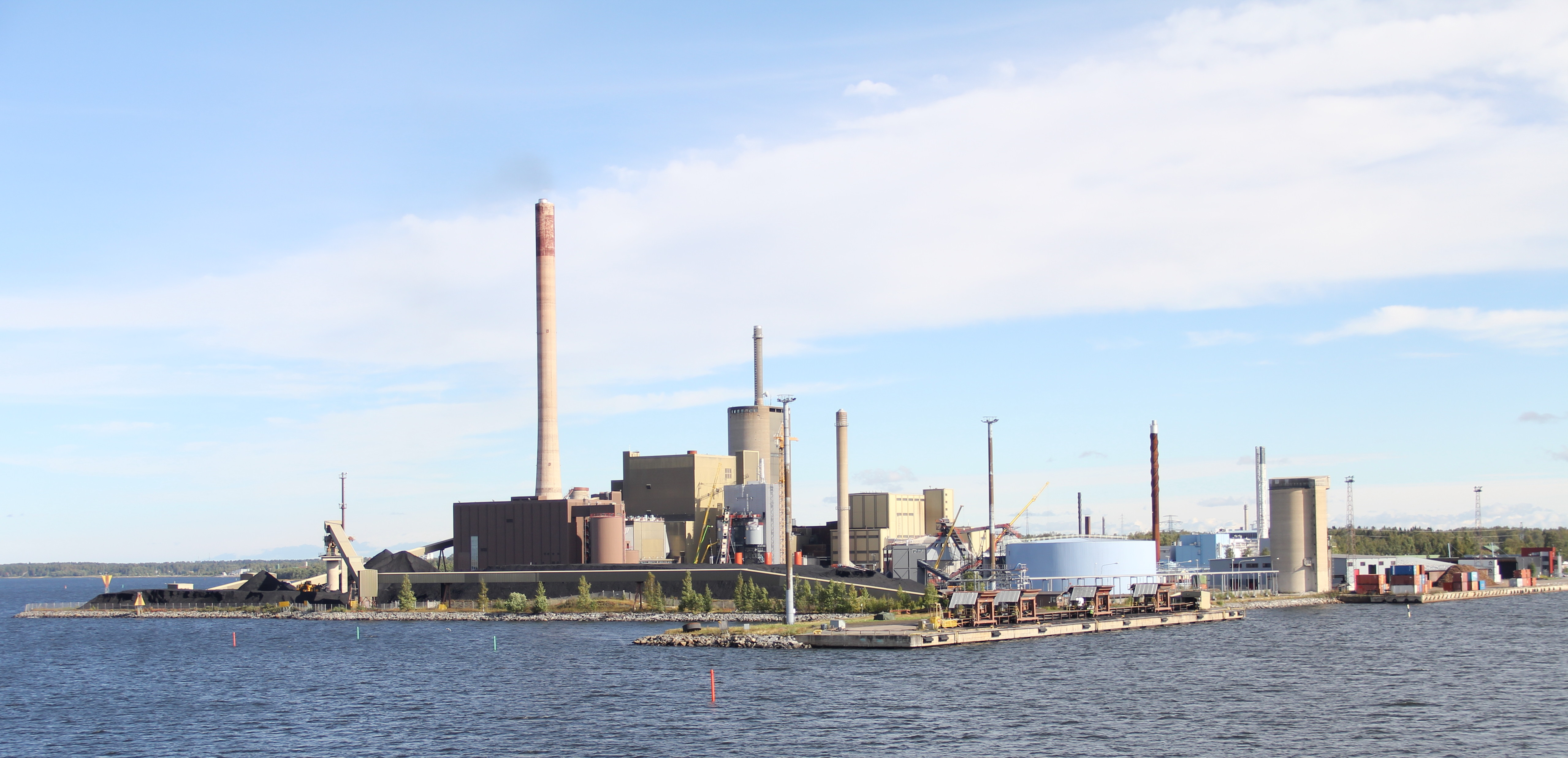
Vaskiluoto power plants viewed from the sea

مجتمع نیروگاه‌های واسکیلوتو (انگلیسی: Vaskiluoto power stations) واقع در جزیره واسکیلوتو در خلیج بوتنی در واسا، فنلاند، شامل سه نیروگاه جداگانه است که به شبکه ملی فنلاند، فین‌گرید، متصل هستند.